# King of the Monsters
King of the Monsters est un jeu vidéo de combat développé et édité par SNK en 1991 sur Neo-Geo MVS, Neo-Geo AES (NGM 016), puis sur Super Nintendo en 1992 et Mega Drive en 1993,,.

## Système de jeu
Il s'agit d'un jeu de combat en 1 contre 1 où s'opposent des monstres géants.

## Réédition
- PlayStation 2 (2008, SNK Arcade Classics Vol. 1)
- PlayStation Portable (2008,SNK Arcade Classics Vol. 1)
- PC (Windows) (2000)
- Console virtuelle (Japon, Amérique du Nord, Europe)

## Série
1. King of the Monsters
2. King of the Monsters 2: The Next Thing (1994, Neo-Geo MVS, Neo-Geo AES, Neo-Geo CD, Mega Drive, Super Nintendo)